# 瓦列里·加扎耶夫
瓦列里·加扎耶夫 (俄語：Вале́рий Гео́ргиевич Газза́ев，羅馬化：Gæzzaty Georgijy fyrt Valeri，1954年8月7日—）是俄罗斯政治人物、足球教練以及已退役前足球运动员。瓦列里·加扎耶夫有奥塞梯人血统。2016年，瓦列里·加扎耶夫當選國家杜馬議員，所屬政黨是公正俄罗斯－爱国者－为了真理。